# Antonina Ordina
Antonina Ordina (ryska: Антонина Ордина), född 24 januari 1962 i Narjan-Mar, Ryska SFSR, Sovjetunionen, är en tidigare längdskidåkare.
Hon slog igenom som 22-åring, då hon slutade på andra respektive fjärde plats vid en världscupdeltävling i Italien i december 1984.
1994 blev Ordina svensk medborgare. Hennes största framgång som svensk skidåkare är två bronsmedaljer vid VM i Thunder Bay 1995 på 30 kilometer och i stafett. Hon har 22 individuella SM-guld. Antonina vann VM-guld i stafett för forna Sovjetunionen i Oberstdorf 1987. Hon har även vunnit Vasaloppet för damer vid två tillfällen. I Sverige tävlade hon för Sollefteå SK, Umedalens IF, SK Tegsnäspojkarna och  Brunflo IF.
Hon studerade juridik vid universitetet i Tver, och arbetade en tid som polis i Ryssland. Antonina Ordina har numera avslutat sin karriär som längdskidåkare och arbetar som polis i Sverige efter att ha genomgått svensk polisutbildning. Hon är gift med Leonid Kuzmin och har ett barn, dottern Maria.[källa behövs]

### Fotnoter
1. ↑  ”Antonina Ordina”. Sveriges olympiska kommitté. http://sok.se/idrottare/idrottare/a/antonina-ordina.html. Läst 17 mars 2018.